# Ficus macrophylla
Ficus macrophylla és una figuera escanyadora; la germinació en sol ocórrer a la capçada d'un arbre hoste i el plançó viu com a epífit fins que les seues arrels toquen el terra. Llavors s'allarga i escanya el seu hoste, i en acabant arriba a ser un arbre independent. Els individus poden assolir 60 m d'alçada. Com totes les figueres, té una relació simbiòtica amb les vespes de figa (agaònids). Els fruits només són pol·linitzats per vespes dels gèneres Pegoscapus o Pleistodontes, i aquestes només es poden reproduir en les flors de la figa.
És molt usat com a arbre ornamental en parcs públics en climes temperats amb hiverns suaus, com a les zones costaneres dels Països Catalans, Califòrnia, la costa de Portugal, Sicília i, per descomptat, Austràlia. Els vells espècimens poden aconseguir una talla extraordinària. El seu agressiu sistema d'arrels impedeix implantar-los en espais limitats.

## Taxonomia
La figuera de Badia Moreton la va descriure per primera vegada el botànic francés René Desfontaines. El seu epítet específic macrophylla deriva del grec antic makro 'llarg' i phyllon 'fulla'. El botànic australià Dale J. Dixon en reconegué dues formes: Ficus macrophylla f. macrophylla, un arbre endèmic de la terra ferma d'Austràlia, i Ficus macrophylla f. columnaris, un hemiepífit sense un tronc principal ben determinat, és endèmic de l'illa de Lord Howe.
El nom comú generalment usat és figuera de Badia Moreton, en honor de la badia Moreton al sud de Queensland, però també es troba en altres llocs. El terme s'ha generalitzat erròniament per a altres espècies de figueres a Austràlia. Un nom alternatiu, figuera negra, deriva del color fosc de l'escorça madura.
Amb més de 750 espècies, Ficus és un dels més grans gèneres d'angiospermes. Basant-se'n en la morfologia, el botànic anglés Edred John Henry Corner dividí el gènere en quatre subgèneres; més tard expandit a sis.☃☃☃☃ En aquesta classificació, la figuera de Badia Moreton fou col·locada en la subsèrie Malvantheresèrie, sèrie Malvantherea, secció Malvanthera del subgènere Urostigma. En la reclassificació de l'australiana Malvanthera, Dixon va alterar-ne les delimitacions de la sèrie dins la secció, però deixà l'espècie en la sèrie Malvanthereae.
El 2005, Cornelis Berg completà el tractament de Corner de les moràcies per a Flora Malesiana, la coclusió del treball que s'havia ajornat des de 1972 pels desacords entre Corner i C. J. J. G. van Steenis, editor de Flora Malesiana. Berg hi combina les seccions Stilpnophyllum i Malvanthera en una secció expandida Stilpnophyllum. Això deixa la figuera de Badia Moreton en la subsecció Malvanthera, secció Stilpnophyllum.
Basant-se en seqüències d'ADN del nucli ribosomal, Nina Rønsted i col·legues seus van rebutjar les subdivisions prèvies de Malvanthera. En canvi, dividiren la secció Malvanthera en tres subseccions: Malvantherae, Platypodeae i Hesperidiiformes. En aquest sistema, la figuera de Badia Moreton és en la nova subsecció Malvantherae.

## Descripció

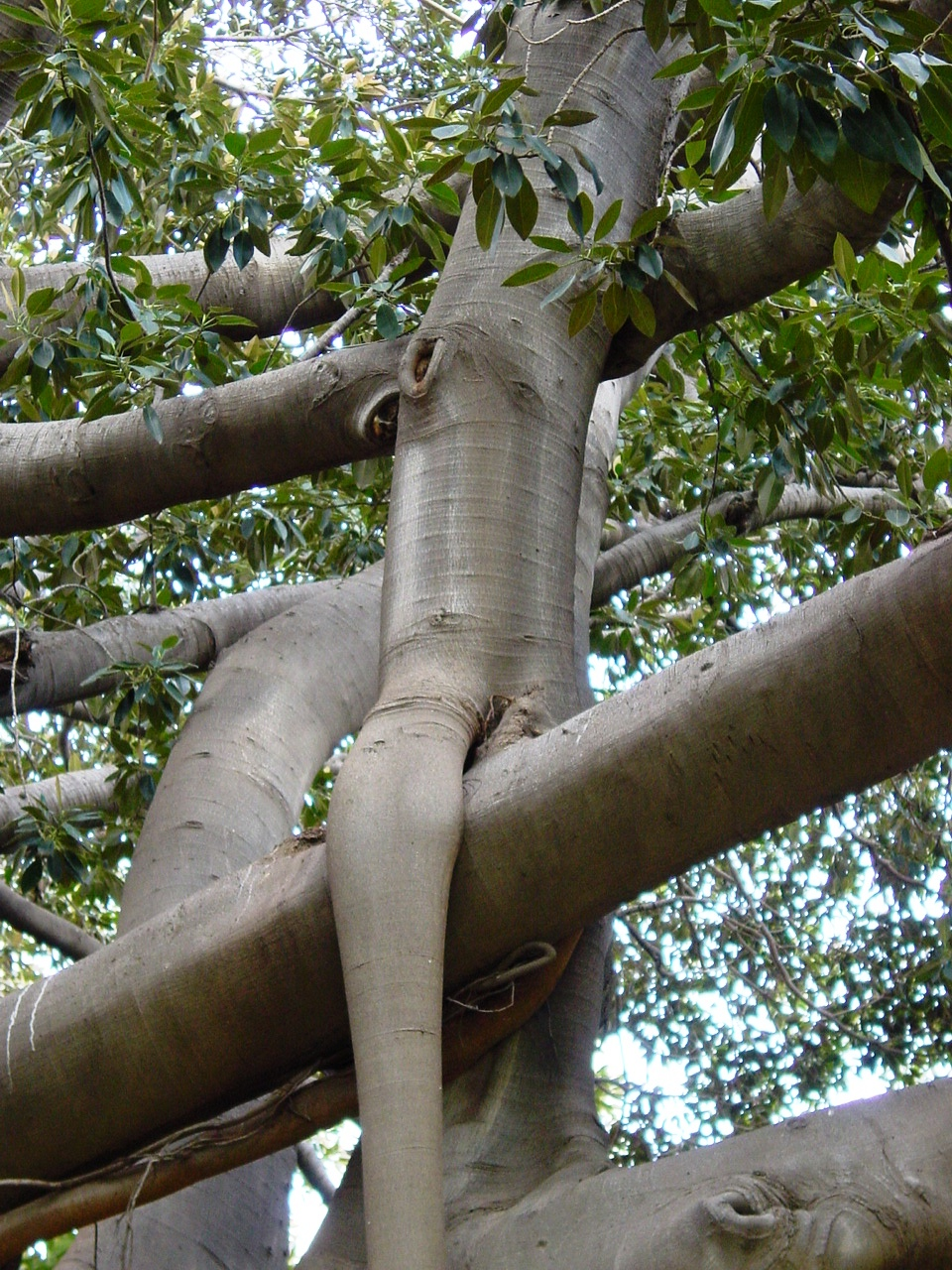

La figuera de badia Moreton és un arbre sempre verd que pot arribar a alçades de 60 m. El tronc pot ser massís, amb gruixos i prominents contraforts a la base. L'escorça n'és grisa i rugosa. És monoic: cada arbre produeix flors funcionals masculines i femenines. Com explica l'epítet, té fulles llargues, el·líptiques, avellutades i verd fosc, de 15–30 cm de llarg. Les figues fan 2–2,5 cm de diàmetre, i es tornen de verd a porpra amb taques més clares conforme maduren; el fruit madura en un any. Tot i que comestibles, són insulses.
La característica aparença de "fosa" de la figuera de Badia Moreton es deu a l'hàbit de deixar caure les arrels aèries de les branques que arriben al sòl com a grossos troncs suplementaris que ajuden a suportar el gran pes de la part superior.
És una planta del bosc plujós i en la natura creix sovint en forma d'una epífita enfiladissa escanyadora. Quan les llavors aterren a la branca d'un arbre hoste envia arrels aèries, 'escanyadoras' cap al tronc, i acaba matant l'hoste i quedant-se dempeus ella sola.
Les arrels s'expandeixen sobre la superfície i, per tant, és totalment susceptible a la compactació de la terra al voltant del tronc, la qual cosa és la raó per què en molts parcs i jardins s'envolta. Consumeix molta aigua i com molts arbres australians no s'ha de plantar en àrees urbanes on les arrels poden danyar les canonades, ni en àrees on l'aigua és escassa.

## Reproducció

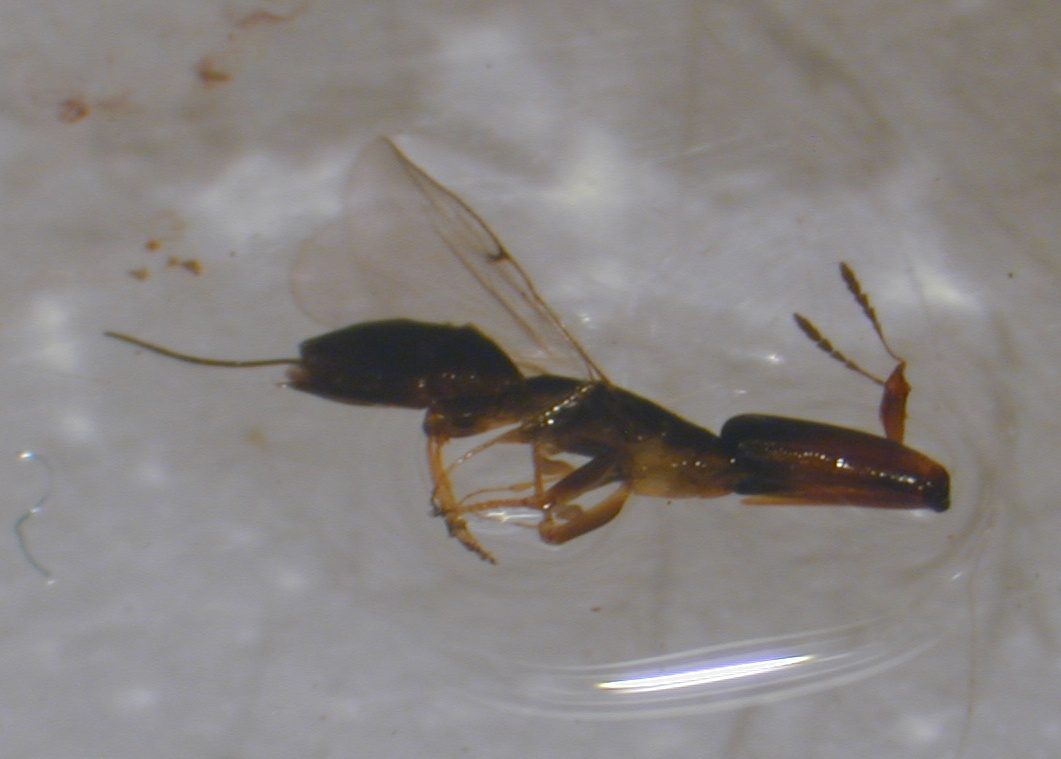
Pleistodontes frogatti, la vespa de figa que pol·linitza la figuera de Badia Moreton

Les figueres tenen una necessari mutualisme amb les vespes de figa (Agaonidae); les figueres només són pol·linitzades per aquestes vespes i aquestes només es poden reproduir en les flors de la figuera. Generalment, cada espècie de figa depén d'una espècie de vespa per a la pol·linització. Les vespes són dependents de les seues espècies de figa per poder reproduir-se. La figuera de Badia Moreton és pol·linitzada per la vespa de figa Pleistodontes froggatti.

## Distribució i hàbitat
Aquest ficus és nadiu de la major part de la costa est, des de l'altiplà Atherton (17° S) al nord de Queensland, fins al riu Shoalhaven (34° S) a la costa sud de Nova Gal·les del Sud. Apareix al bosc humit, com un arbre emergent.

## Ecologia
A banda de la vespa pol·linitzadora, Pleistodontes froggatti, els siconis del ficus són hostes d'algunes espècies de caldidoïdeus no pol·linitzadors com Sycoscapter australis (pteromàlids), Eukobelea hallami (Sycophaginae) i Meselatus sp. (Epichrysomallinae). És un menjar important per a coloms frugívors com Ptilinopus magnificus i Lopholaimus antarcticus (colom bicrestat), i menjar ocasional de la Ptilinopus regina. Alguns ratpenats frugívors com Pteropus poliocephalus també se n'alimenten de la fruita.
Les fulles d'aquest ficus alimenten les larves de l'arna Agape chloropyga.

### Potencialitat d'espècie invasora

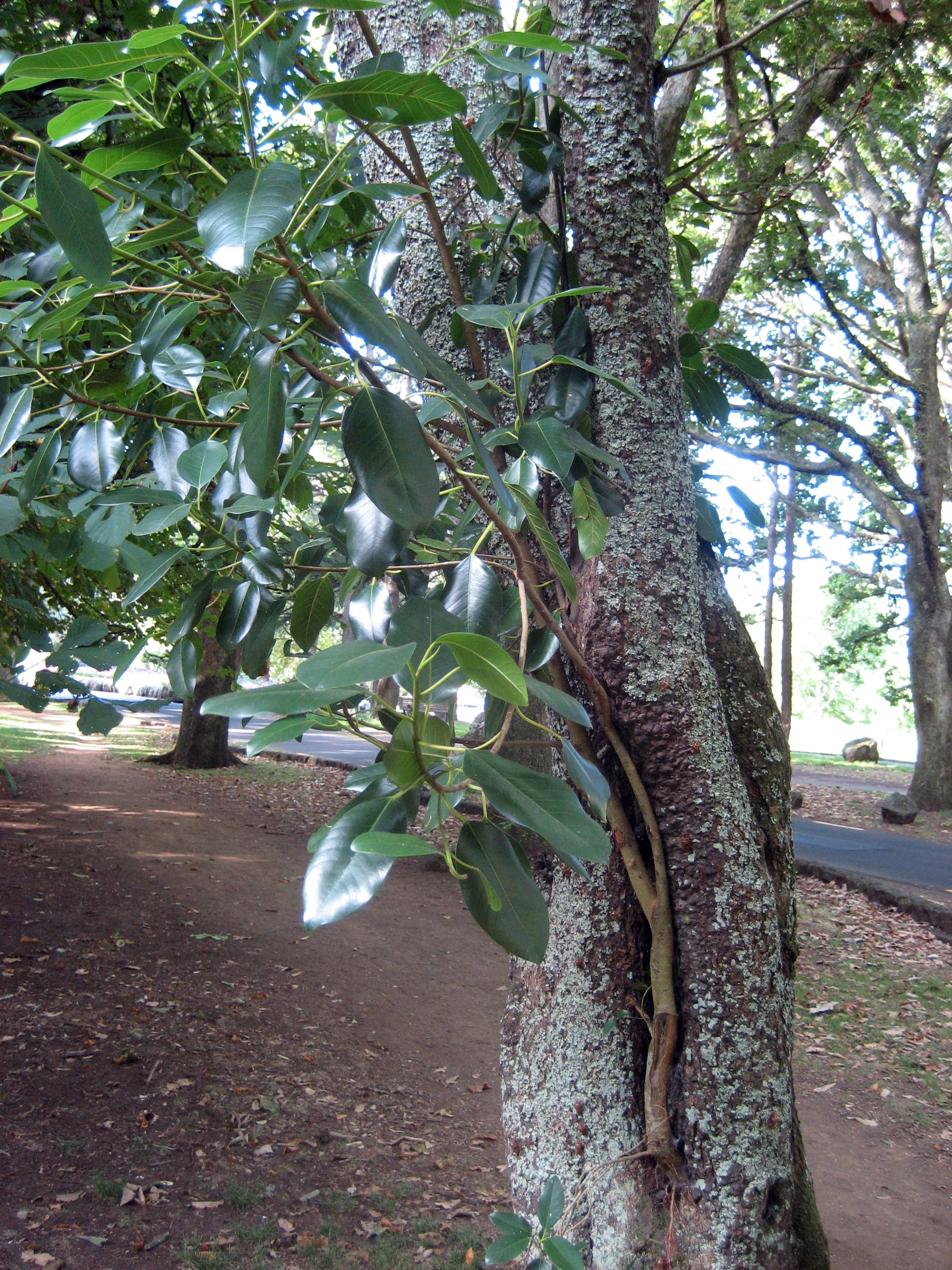
Un jove ficus comença com a epífit en un parc d'Auckland, a Nova Zelanda

Ficus macrophylla se sol cultivar a Hawaii i al nord de Nova Zelanda. En tots dos indrets s'ha naturalitzat, i ha adquirit la vespa pol·linitzadora (Pleistodontes froggatti). A Hawaii la vespa s'introduí deliberadament al 1921, i a Nova Zelanda fou registrada per primera volta al 1993: degué arribar-hi per una dispersió a llarga distància des d'Austràlia. La grandària i vigor d'aquest ficus a Nova Zelanda, i la manca d'enemics naturals, així com la seua immunitat a la mossegada del pòssum, indiquen que podria envair altres comunitats de plantes nadiues.

## Usos
Aquest ficus s'ha emprat en parcs públics en àrees amb poques gelades, i era molt popular entre els primers colonitzadors europeus d'Austràlia. Sydney en té molts exemplars. Els espècimens poden assolir proporcions magnífiques, i han prosperat en climes secs; arbres impressionants s'han plantat als Jardins Waring de Nova Gal·les del Sud.
Se'l pot utilitzar com a planta d'interior en espais de mitjana a bona lluminositat.

### Espècimens notables
Grans espècimens de ficus hi ha en molts parcs i jardins de l'est i nord-est d'Austràlia. Els jardins botànics de Brisbane i Sydney en tenen molts exemplars plantats a mitjan s. XIX, amb 30-35 m d'alçada i 40 m d'ample. Actualment el ficus més alt és en una granja de la vall Numinbah de Queensland i feia 49 m al 2006. N'hi ha alguns grans exemplars a Califòrnia, Estats Units. El més alt de Nord-amèrica és al Museu d'Història Natural de San Diego i el van plantar al 1914. Al 1996 feia 23,7 m d'alt i 37,4 m d'ample. El ficus més ample de Nord-amèrica és a Santa Bárbara. El plantaren al 1876, i feia 53,6 m d'ample al 1997. N'hi ha un magnífic espècimen al Jardí Botànic de Coïmbra, Portugal. I també n'hi ha excel·lents exemplars al Jardí Botànic de Palerm, Sicília, i en algunes places de la ciutat. Al parterre de València (País Valencià), n'hi ha tres grans exemplars de finals del s. XIX.

## Taxonomia
Ficus macrophylla fou descrita per René Desfontaines i Christian Hendrik Persoon en Synopsis Plantarum, vol. 2, p. 609 al 1806.
Etimologia

Ficus: nom genèric derivat del nom en llatí de la figuera i del "fruit", la figa.
macrophylla: epítet llatí que significa 'amb fulles grans'.
Sinonímia

- Ficus angladei C.I.C.Fisch.
- Ficus huegelii Kunth & C.D.Bouché.
- Ficus macrocarpa Hügel exMiq.
- Ficus macrophylla f. stenophylla Domin
- Ficus magnolioides Borzí
- Ficus squamellosa (Miq.) Miq.
- Urostigma macrophyllum Miq.
- Urostigma squamellosum Miq.[22]

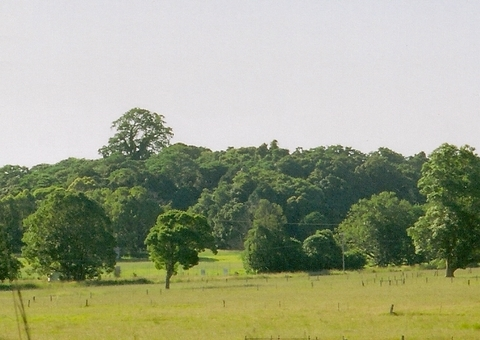
Un d'emergent in situ, d'uns 50 m d'alt, a Nova Gal·les del Sud, Austràlia
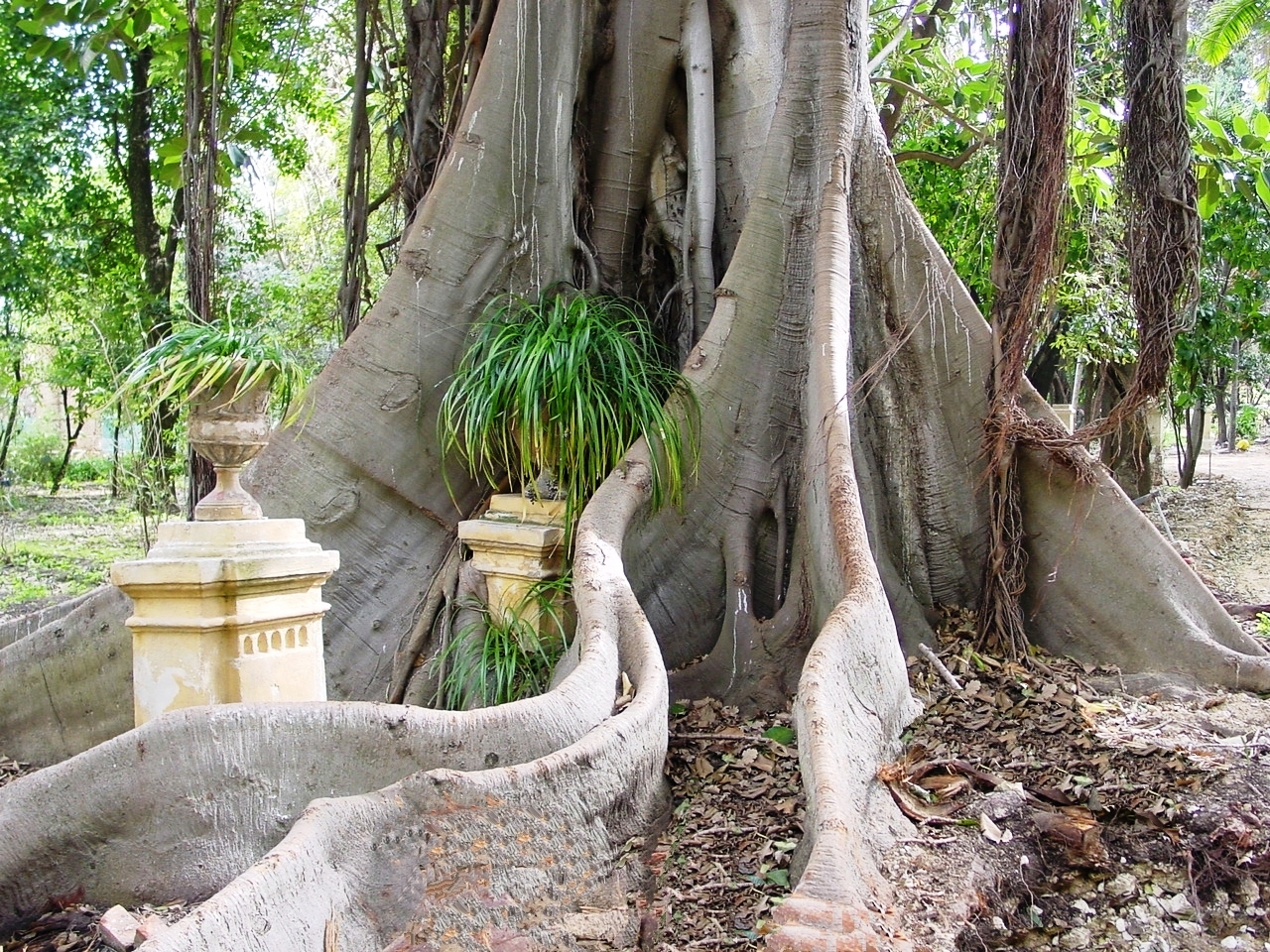
Ficus macrophylla. Jardí Botànic de Palerm